# Dominique A

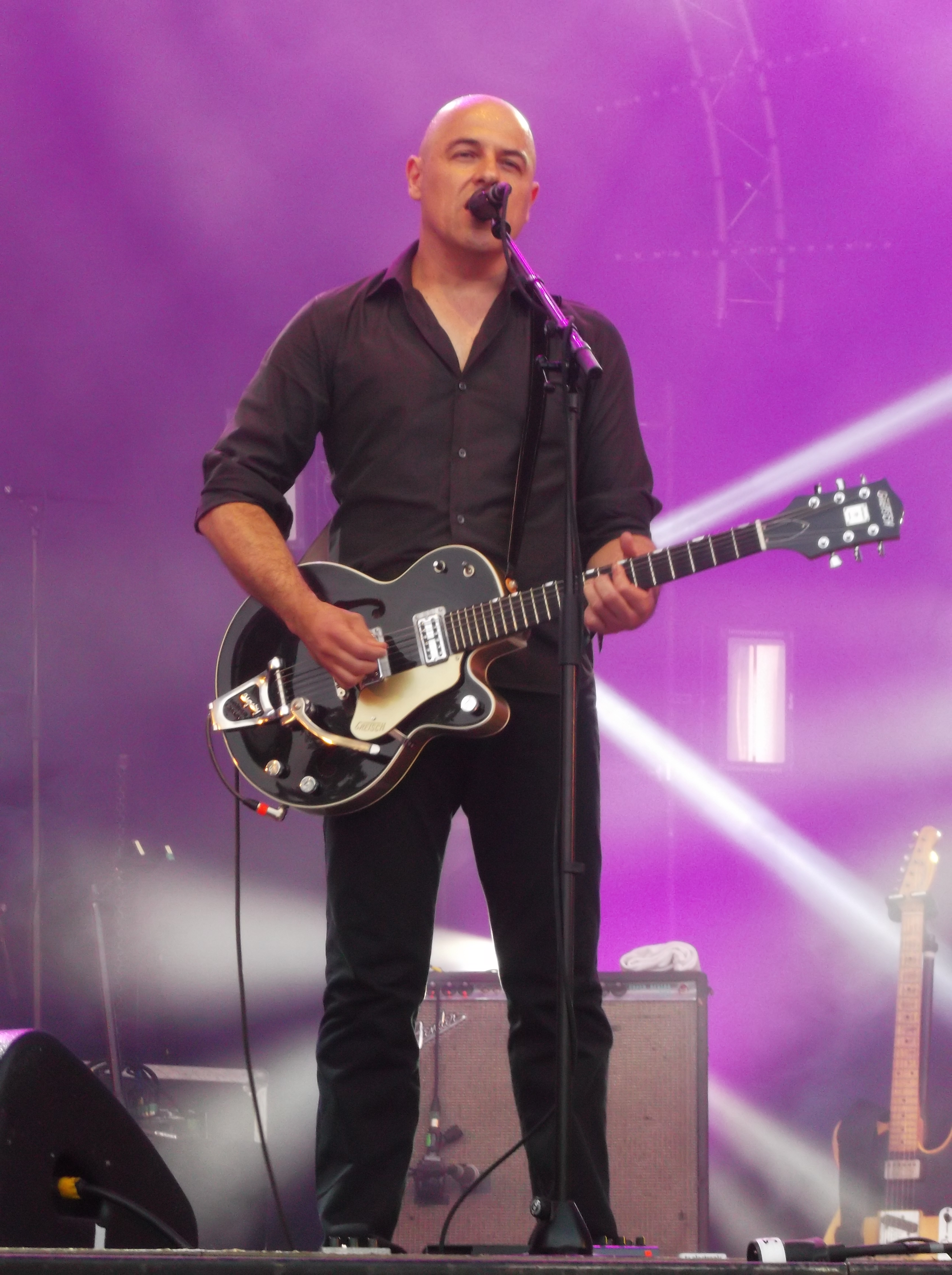
Dominique A bei einem Konzert (2015)

Dominique Ané (* 6. Oktober 1968 in Provins, Frankreich), besser bekannt unter dem Künstlernamen Dominique A, ist ein französischer Musiker und Singer-Songwriter. Er gilt als einer der Gründer der Nouvelle scène française (auch Nouvelle Chanson genannt) in den frühen 1990er Jahren. Im Jahr 2013 wurde er bei der Musikpreisverleihung Victoires de la Musique als Künstler des Jahres ausgezeichnet.

## Biografie

### Die Anfänge
Dominique Ané verbrachte seine ersten Lebensjahre als Sohn eines Lehrers in der Stadt Provins im französischen Département Seine-et-Marne im Südosten von Paris. Als er 15 Jahre alt war, wurde sein Vater nach Nantes versetzt und die Familie zog dorthin um. Früh begeisterte er sich für Literatur und Musik, zunächst für Punk und dann für die dunkle Romantik des New Wave. Im Alter von 17 Jahren gründete er seine erste Gruppe, die er nach der Hauptfigur des Films Der Elefantenmensch von David Lynch John Merrick nannte. In der Folge verfasste er zusammen mit dem Sänger Katerine mehrere Lieder. Anfang der 1990er Jahre produzierte Dominique A die Vinyl-LP Un disque sourd mit minimalistischen, Rock-orientierte Liedern in einer exklusiven Auflage von 150 Stück und verkaufte sie bei kleineren Auftritten in Nantes an Fans.

### VonFossettebisMémoire neuve
Ein Teil der Lieder von Un disque sourd waren die Basis für sein Debütalbum La Fossette (dt. Das Grübchen), das er alleine auf einem 4-Spur-Kassettenrekorder aufnahm. Einen Tag nachdem das neugegründete Plattenlabel Lithium die ersten Promos verschickt hatte, wurde er bereits von dem einflussreichen Radio-DJ Bernard Lenoir auf France Inter gespielt, wodurch er erstmals frankreichweit Aufmerksamkeit erhielt. La Fossette erschien im März 1992, es zeichnet sich durch intime, häufig dunkle Themen aus, mit gleichzeitig nüchternen Texten und einer sehr minimalistischen Instrumentierung, die fast hauptsächlich auf Rhythmusmaschine und einem elektronischen Yamaha Klavier basiert.
Das zweite Album Si je connais Harry wurde in einer Hütte in der Normandie mit ähnlich einfachen Mitteln aufgenommen. Auf mehreren Titeln des Albums, wie etwa Chanson de la ville silencieuse, ist die ebenfalls in Nantes wohnende Sängerin Françoiz Breut zu hören, seine damalige Lebensgefährtin.
Im Jahre 1995 wurde Dominique A durch sein Album La Mémoire neuve auch einem breiteren Publikum bekannt, insbesondere durch die Single Le Twenty-Two Bar, die häufig im Radio gespielt wurde. Musikalisch stellt es eine Abkehr vom Minimalismus seiner Vorgänger dar und nähert sich eher dem klassischen Chanson francais, die Grundstimmung ist ernster. Dominique A sagte später, er musste mit dem Dilettantismus der Vorgänger aufhören. Der Klang ist durch einen Moog-Synthesizer geprägt, der von Gilles Martin in den meisten Liedern hinzugefügt wurde, dem Produzenten, der kurz vorher im selben Brüssler Studio das Debütalbum von Miossec produziert hatte.
Bei den Musikpreisverleihungen Victoires de la Musique wurde Dominique A in der Kategorie Männliche Neuentdeckung nominiert. Auf das Album folgte eine Tournee, die bis Ende 1996 dauerte. Für Françoiz Breut, die wieder auf vier Liedern des Albums gesungen hatte, schrieb er ihr 1997 veröffentlichtes Debütalbum.

### VonRemuébisHorizon
Nach Aufnahmen in New York und später in der Bretagne wird 1999 das Album Remué veröffentlicht, das einen deutlich dunkleren und aggressiveren Klang hat, zum ersten Mal sind E-Gitarren zu hören. Es stellt damit eine bewusste Abkehr der Einordnung unter „Variété francaise“ dar, die der Sänger seit dem Erfolg von La Mémoire neuve erfahren hatte.
Zusammen mit dem englischen Musikproduzenten John Parish, der unter anderem schon für PJ Harvey und Giant Sand gearbeitet hatte, nahm er das Nachfolgewerk Auguri auf, das 2001 erschien.
Die Entdeckung des neuen Albums L'Imprudence von Alain Bashung im Jahre 2002 stellte für Dominique A eine Infragestellung seiner bisherigen Arbeit dar. Es beeinflusste maßgeblich sein Album Tout sera comme avant aus dem Jahr 2004. Gleichzeitig veröffentlichte er ein Buch mit Novellen  von unterschiedlichen Autoren, die jeweils von einem der Lieder des Albums inspiriert sind. Unter den Autoren sind Olivier Adam, Brigitte Giraud und Arnaud Cathrine. Er selbst schrieb die Novelle zu dem Titel Le Départ des ombres.
Eine Reise nach Grönland im Jahr 2005 war die Inspiration für sein nächstes Album L'horizon. Er wählte sich Dominique Buisson als Produzent, mit dem er bereits sieben Jahre davor für Remué zusammengearbeitet hatte. Sein Ziel war aber ein „Anti-Remué“ zu machen: „Lieder mit viel Luft und langem Nachhall“. Mit L'horizon hat er zum ersten Mal den Eindruck, die Technik so zu beherrschen, dass er Musik so machen kann wie er will.

### SeitLa Musique
Das nächste Album La musique ist wie schon sein Debüt La Fossette auf Rhythmusmachine und einfachem Synthesizer basiert. Es wurde von Dominique A vollständig alleine aufgenommen und erschien 2009 als Doppelalbum La musique / La matiére. Inspiriert wurde es insbesondere von dem Album Architecture & Morality von Orchestral Manoeuvres in the Dark.
Im Jahr 2009 wird er zum insgesamt siebten Mal seit 1993 von seinem frühen Unterstützer Bernard Lenoir zu einer Black session eingeladen, die jeweils live auf Radio France Inter übertragen wurde. Kein anderer Interpret brachte es auf mehr Black Sessions.
Er schrieb in diesem Jahr drei Lieder für Calogero. Der Fnac gab ihm die Gelegenheit zu einer Kompilation mit seinen persönlichen Lieblingsliedern anderer Interpreten, die im Jahr 2009 unter dem Titel Songs Over Troubled Water veröffentlicht wurde.
Ein Bläserensemble bestehend unter anderem aus Flöten, Klarinetten und Fagott sind musikalisch das Markenzeichen des neunten Albums Vers les lueurs aus dem Jahr 2012. Textlich hat es einen großen Bezug zur Natur. Als Single erschien das Lied Rendez-nous la lumière. Das Album stellte einen weiteren Sprung in der allgemeinen Popularität des Sängers dar. So ist es das erste, das die Top 10 der Plattenverkäufe erreichte. Am 8. Februar 2013 wurde Dominique A bei der wichtigen Musikpreisverleihung Victoires de la Musique als „Künstler des Jahres“ ausgezeichnet.
In den folgenden Jahren wirkte Dominique A verstärkt an Aufnahmen anderer Künstler mit. Allein im Jahr 2013 sang er im Duett zusammen mit Barbara Carlotti, Robi, Etienne Daho und Julie Gavras. Im März 2015 erschien das Album Eléor, das mit einem Streichorchester aufgenommen wurde. Am 10. Februar 2016 wurde er zum Officier des Arts et Lettres ernannt und mit dem Ordre des Arts et des Lettres ausgezeichnet.

## Diskografie

### Alben
- 1992: La fossette
- 1993: Si je connais Harry
- 1995: La mémoire neuve

| Jahr | Titel                     | Höchstplatzierung, Gesamtwochen, AuszeichnungChartplatzierungen (Jahr, Titel, Platzierungen, Wochen, Auszeichnungen, Anmerkungen) | Höchstplatzierung, Gesamtwochen, AuszeichnungChartplatzierungen (Jahr, Titel, Platzierungen, Wochen, Auszeichnungen, Anmerkungen) | Höchstplatzierung, Gesamtwochen, AuszeichnungChartplatzierungen (Jahr, Titel, Platzierungen, Wochen, Auszeichnungen, Anmerkungen) | Anmerkungen                              |
| Jahr | Titel                     | FR | BEW | CH | Anmerkungen                              |
| ---- | ------------------------- | --- | --- | --- | ---------------------------------------- |
| 1999 | Remué                     | FR26 (3 Wo.)FR | — | — | Erstveröffentlichung: 1. März 1999       |
| 2001 | Auguri                    | FR26 (5 Wo.)FR | — | — | Erstveröffentlichung: 15. Oktober 2001   |
| 2004 | Tout sera comme avant     | FR12 (13 Wo.)FR | BEW32 (5 Wo.)BEW | — |                                          |
| 2006 | L’horizon                 | FR32 (12 Wo.)FR | BEW40 (5 Wo.)BEW | — |                                          |
| 2007 | Sur nos forces motrices   | FR34 (5 Wo.)FR | BEW92 (1 Wo.)BEW | — | Erstveröffentlichung: 15. Juni 2007      |
| 2009 | La musique / La matière   | FR12 (12 Wo.)FR | BEW27 (7 Wo.)BEW | — | Erstveröffentlichung: 6. April 2009      |
| 2012 | Vers les lueurs           | FR7 Gold · (35 Wo.)FR | BEW16 (21 Wo.)BEW | — | Erstveröffentlichung: 26. März 2012      |
| 2015 | Éléor                     | FR5 (23 Wo.)FR | BEW6 (33 Wo.)BEW | CH57 (1 Wo.)CH | Erstveröffentlichung: 13. März 2015      |
| 2018 | Toute latitude            | FR7 (8 Wo.)FR | BEW11 (9 Wo.)BEW | CH42 (2 Wo.)CH | Erstveröffentlichung: 9. März 2018       |
| 2018 | La fragilité              | FR28 (8 Wo.)FR | BEW19 (11 Wo.)BEW | — | Erstveröffentlichung: 5. Oktober 2018    |
| 2020 | Vie étrange               | FR48 (6 Wo.)FR | BEW76 (7 Wo.)BEW | — | Erstveröffentlichung: 6. November 2020   |
| 2022 | Le monde réel             | FR16 (7 Wo.)FR | BEW28 (4 Wo.)BEW | CH96 (1 Wo.)CH | Erstveröffentlichung: 16. September 2022 |
| 2023 | Reflets du monde lointain | FR97 (1 Wo.)FR | BEW115 (2 Wo.)BEW | — | Erstveröffentlichung: 3. März 2023       |
| 2024 | Quelques lumières         | FR30 (… Wo.)FR | BEW94 (… Wo.)BEW | — | Erstveröffentlichung: 18. Oktober 2024   |

### Singles
| Jahr | Titel Album               | Höchstplatzierung, Gesamtwochen, AuszeichnungChartsChartplatzierungen (Jahr, Titel, Album, Platzierungen, Wochen, Auszeichnungen, Anmerkungen) | Anmerkungen |
| Jahr | Titel Album               | FR | Anmerkungen |
| --- | ------------------------- | --- | ----------- |
| Folgende Lieder erschienen nicht als Single, wurden aber durch das Album zum Download und Streaming bereitgestellt und konnten somit eine Platzierung erlangen: |                           | |             |
| |                           | |             |
| 2015 | Au revoir mon amour Éléor | FR103 (2 Wo.)FR |             |

Weitere Singles
- 2015: Éléor (FR: Gold)